# Tony Guy
Anthony "Tony" Guy (Towson, Maryland, 4 de julio de 1959) es un exjugador de baloncesto estadounidense cuya carrera profesional se limitó a jugar en la liga siuza, tras su paso por la competición universitaria. Con 1,98 metros de estatura, jugaba en la posición de escolta.

## Trayectoria deportiva

### Universidad
Tras haber disputado en 1978 el prestigioso McDonald's All-American Game, jugó cuatro temporadas en los Jayhawks de la Universidad de Kansas, en las que promedió 12,7 puntos, 3,5 rebotes y 2,8 asistencias por partido. Fue incluido en el segundo mejor quinteto de la Big Eight Conference en 1981.

### Profesional
Fue elegido en la vigésimo tercera posición del Draft de la NBA de 1982 por Boston Celtics, pero fue descartado poco antes del comienzo de la competición. Al año siguiente firmó por New York Knicks, pero nuevamente fue descartado, desarrollando su carrera profesional en la liga suiza.